# Madžarski forint
Forint (znak Ft; koda HUF) je madžarska valuta. Predhodno je bil razdeljen na 100 fillér, vendar kovanci fillér niso več v obtoku. Uvedba forinta 1. avgusta 1946 je bila ključen korak v stabilizaciji madžarskega gospodarstva po drugi svetovni vojni, valuta pa je ostala relativno stabilna do osemdesetih let dvajsetega stoletja. Prehod v tržno gospodarstvo v zgodnjih devetdesetih letih je negativno vplival na vrednost forinta; inflacija je leta 1991 dosegla vrh pri 35%. Od leta 2001 je inflacija enomestna, forint pa je razglašen kot popolnoma konvertibilen.  Kot članica Evropske unije je lahko dolgoročni cilj madžarske vlade zamenjati forint z evrom, čeprav pod sedanjo vlado ni ciljnega datuma za prevzem evra. 

## Zgodovina
Ime forinta izvira iz mesta Firence, kjer so od leta 1252 kovali zlatnike, imenovane fiorino d'oro. Na Madžarskem so od leta 1325 pod Karlom Robertom uporabljali florentin (kasneje forint), prav tako valuto, ki temelji na zlatu, zgledom Madžarske pa je sledilo več drugih držav. 
Med letoma 1868 in 1892 je bil forint ime, ki se je v madžarščini uporabljalo za valuto avstro-ogrskega cesarstva, v nemščini znano kot gulden ali florin. Razdeljen je bil na 100 krajczár ( krajcár v sodobnem madžarskem pravopisu). 
Forint je bil ponovno uveden 1. avgusta 1946, potem ko je bil pengő zaradi velike hiperinflacije v letih 1945–46 postal skoraj ničvreden: najvišja doslej zabeležena. To je povzročila mešanica visokega povpraševanja po reparacijah iz ZSSR, sovjetskega ropanja madžarske industrije in posedovanja madžarskih zlatih rezerv v Združenih državah.  Različne stranke v vladi so imele različne načrte za rešitev tega problema. Neodvisni stranki malih posestnikov, ki je dobila veliko večino na madžarskih parlamentarnih volitvah leta 1945, pa tudi Socialnim demokratom je bila zunanja podpora bistvena. Vendar so Sovjetska zveza in njeni lokalni podporniki v madžarski komunistični partiji nasprotovali najemanju posojil na Zahodu, zato je komunistična partija vodila postopek z izključno domačimi viri. Komunistični načrt je zahteval stroge omejitve osebne porabe, pa tudi koncentracijo obstoječih zalog v državnih rokah. 
Forint je nadomestil pengő po tečaju 1 forint = 4×1029 pengő – spustil je 29 ničel iz stare valute. Pravzaprav je bil to namišljen menjalni tečaj. Z najvišjo vrednostno opombo 100 milijonov B. pengő ( 1020 pengő), skupna količina pengőja v obtoku je imela vrednost manj kot 0,1 fillér. ("B" je pomenilo staro "milijardo", torej milijon milijonov.) Bolj pomemben je bil menjalni tečaj za adópengő 1 forint = 200 milijonov adópengő. 
V preteklosti je bil forint razdeljen na 100 fillér (primerljivo s penijem), čeprav so bili kovanci fillér zaradi inflacije neuporabni in niso bili v obtoku od leta 1999. (Od leta 2000 je en forint običajno vreden približno pol centa ZDA ali nekoliko manj.) Madžarska okrajšava za forint je Ft, ki je napisana za številko s presledkom. Ime fillér, podrazdelek vseh madžarskih valut od leta 1925, izvira iz nemške besede Vierer, ki je označevala kos štirih krajcárjev. Okrajšava za fillér je bila f, prav tako napisana za številko z vmesnim presledkom. 
Po uvedbi leta 1946 je forint ostal stabilen naslednji dve desetletji, vendar je začel izgubljati svojo kupno moč, saj je državno-socialistični gospodarski sistem ( plansko gospodarstvo) v sedemdesetih in osemdesetih letih dvajsetega stoletja izgubil svojo konkurenčnost. Po demokratičnih spremembah v letih 1989–1990 je forint v treh letih dosegel letno inflacijo okoli 35 %, vendar so nato k stabilizaciji pripomogle izvedene obsežne reforme tržnega gospodarstva.

## Kovanci
Leta 1946 so zopet uvedli kovance v apoenih 2, 10, 20 filérjev in 1, 2, 5 forintov. Srebrnik za 5 forintov je bil ponovno izdan šele naslednje leto; kasneje je bil umaknjen iz obtoka. Leta 1948 so bili izdani kovanci za 5 in 50 fillérs. Leta 1967 je bil ponovno uveden kovanec za 5 forintov, ki mu je sledil 10 forintov leta 1971 in 20 forintov leta 1982.
Leta 1992 je bila uvedena nova serija kovancev v apoenih 1, 2, 5, 10, 20, 50, 100 in (nekoliko drugače, 500 ‰ srebra) 200 forintov. Proizvodnja kovancev 2 in 5 fillér je bila ustavljena leta 1992, vsi kovanci pa so do leta 1999 umaknili iz obtoka. Od leta 1996 so kovali dvobarvni kovanec za 100 forintov, ki je nadomestil različico iz leta 1992, saj je slednja veljala za preveliko in grdo in bi jo zlahka zamenjali za kovanec za 20 forintov.
Srebrne kovance za 200 forintov so iz obtoka umaknili leta 1998 (ker je bila njihova nominalna vrednost prenizka v primerjavi z vsebnostjo plemenitih kovin); kovanca za 1 in 2 forinta sta ostala zakonito plačilno sredstvo do 29. februarja 2008  Pri nakupih z gotovino je skupna cena zdaj zaokrožena na najbližji večkratnik 5 forintov (na 0 ali na 5).  15. junija 2009 je bil namesto bankovca za 200 forintov uveden nov kovanec za 200 forintov  iz zlitine navadnih kovin.

## Bankovci
Leta 1946 je Magyar Nemzeti Bank (Madžarska narodna banka) uvedla bankovce za 10 in 100 forintov. Nova serija bankovcev višje kakovosti (v apoenih 10, 20 in 100 forintov) je bila uvedena v letih 1947 in 1948. Bankovci po 50 forintov so bili dodani leta 1953, bankovci za 500 forintov so bili uvedeni leta 1970, nato pa 1009 forintov,3 leta. in 5000 forintov leta 1991.
Popolnoma prenovljena nova serija bankovcev v apoenih 200, 500, 1.000, 2.000, 5.000, 10.000 in 20.000 forintov je bila uvedena postopoma med letoma 1997 in 2001. Vsak bankovec na sprednji strani prikazuje slavnega madžarskega voditelja ali politika, na hrbtni strani pa kraj ali dogodek, povezan z njim. Vsi bankovci imajo vodni žig, vsebujejo vgrajen navpični varnostni trak in so primerni za slabovidne osebe. 1000 forintov in višjih apoenov je zaščiten s prepletenim holografskim varnostnim trakom. Bankovci imajo skupno velikost 154 mm × 70 mm (6,1 in × 2,8 in). Bankovce tiska Hungarian Banknote Printing Corp. iz Budimpešte na papir, ki ga proizvaja papirnica Diósgyőr v Miskolcu.
Nedavno so bili izdani tudi spominski bankovci: bankovci za 1.000 in 2.000 forintov v spomin na tisočletje (leta 2000) in bankovci za 500 forintov v spomin na 50. obletnico revolucije 1956 (leta 2006).
Ponarejanje bankovcev forintov je zelo redko. Občasno se v obtoku  pojavijo ponarejeni bankovci za 20.000 forintov, natisnjeni na papir bankovcev za 2.000 forintov po raztapljanju originalnega črnila; teh ponaredkov ih ni lahko prepoznati. Drugi bankovec, ki so ga ponarejevalci radi uporabljali, je bil bankovec za 1000 forintov - dokler niso leta 2006 dodali izboljšane zaščitne funkcije.
Izrabljeni bankovci, ki niso več primerni za obtok, se umaknejo, uničijo in spremenijo v brikete, ki jih nato podarijo javnim (dobrodelnim) organizacijam za kurilno gorivo. 

Leta 2014 je bila postopoma dana v obtok nova revidirana različica serije bankovcev iz leta 1997, začenši z bankovcem za 10.000 Ft leta 2014 in dokončana z bankovcem za 500 Ft leta 2019.

### Zgodovinske stopnje
| Year | USD    | EUR    | DEM    | GBP    | CHF    | JPY    |
| 1990 | 61.45  | 84.06  | 40.47  | 116.58 | 47.41  | 0.4524 |
| 1991 | 75.62  | 100.84 | 49.83  | 141.48 | 55.85  | 0.6035 |
| 1992 | 83.97  | 101.10 | 51.96  | 127.03 | 57.61  | 0.6732 |
| 1993 | 100.70 | 112.03 | 58.06  | 148.90 | 68.11  | 0.9022 |
| 1994 | 110.69 | 135.77 | 71.47  | 173.11 | 84.46  | 1.1105 |
| 1995 | 139.47 | 178.45 | 97.38  | 215.40 | 121.19 | 1.3539 |
| 1996 | 164.93 | 206.90 | 106.17 | 280.30 | 122.22 | 1.4174 |
| 1997 | 203.50 | 223.44 | 113.59 | 337.22 | 139.82 | 1.5650 |
| 1998 | 219.03 | 257.12 | 130.65 | 362.30 | 158.94 | 1.9242 |
| 1999 | 252.52 | 254.92 | 130.34 | 408.30 | 158.85 | 2.4706 |
| 2000 | 284.73 | 264.94 | 135.46 | 425.47 | 173.92 | 2.4770 |
| 2001 | 279.03 | 246.33 | 125.95 | 404.15 | 166.23 | 2.1251 |
| 2002 | 225.16 | 235.90 | 120.61 | 362.67 | 162.37 | 1.8966 |
| 2003 | 207.92 | 262.23 | 134.08 | 370.66 | 168.30 | 1.9443 |
| 2004 | 180.29 | 245.93 | 125.74 | 347.83 | 159.34 | 1.7584 |
| 2005 | 213.58 | 252.73 | 129.22 | 368.40 | 162.33 | 1.8200 |
| 2006 | 191.62 | 252.30 | 129.00 | 375.77 | 156.99 | 1.6111 |
| 2007 | 172.61 | 253.35 | 129.54 | 344.84 | 152.42 | 1.5244 |
| 2008 | 187.91 | 264.78 | 135.38 | 272.36 | 177.78 | 2.0823 |
| 2009 | 188.07 | 270.84 | 138.48 | 303.17 | 182.34 | 2.0363 |
| 2010 | 208.65 | 278.75 | 142.52 | 323.37 | 222.68 | 2.5652 |
| 2011 | 240.68 | 311.13 | 159.08 | 371.15 | 255.91 | 3.1051 |
| 2012 | 220.93 | 291.29 | 148.93 | 355.39 | 241.06 | 2.5696 |
| 2013 | 215.67 | 296.91 | 151.81 | 356.76 | 242.14 | 2.0542 |
| 2014 | 259.13 | 314.89 | 161.00 | 403.75 | 261.85 | 2.1686 |
| 2015 | 286.63 | 313.12 | 160.10 | 424.96 | 289.38 | 2.3812 |
| 2016 | 293.69 | 311.02 | 159.02 | 361.62 | 289.41 | 2.5134 |
| 2017 | 258.82 | 310.14 | 158.57 | 349.48 | 265.24 | 2.2984 |

| Year | PLN   | CZK   | RON   | BGN    | HRK   | RSD  | RUB  | TRY    |
| 2010 | 70.40 | 11.12 | 65.07 | 142.54 | 37.75 | 2.62 | 6.83 | 135.33 |
| 2011 | 70.51 | 12.05 | 72.07 | 159.06 | 41.27 | 2.96 | 7.47 | 125.57 |
| 2012 | 71.50 | 11.62 | 65.71 | 148.93 | 38.59 | 2.56 | 7.26 | 123.29 |
| 2013 | 71.60 | 10.84 | 66.29 | 151.81 | 38.94 | 2.59 | 6.55 | 101.10 |
| 2014 | 73.88 | 11.35 | 70.23 | 161.00 | 41.13 | 2.60 | 4.45 | 111.36 |
| 2015 | 73.46 | 11.58 | 69.22 | 160.10 | 40.98 | 2.58 | 3.88 | 97.86  |
| 2016 | 70.29 | 11.51 | 68.53 | 159.02 | 41.13 | 2.52 | 4.78 | 83.29  |
| 2017 | 74.35 | 12.13 | 66.57 | 158.57 | 41.59 | 2.62 | 4.49 | 68.68  |